# Bad Saarow
Bad Saarow es una pequeña localidad del municipio de Scharmützelsee, Distrito de Oder-Spree, en el estado federado de Brandeburgo, en las cercanías de Berlín. Hasta 1990 pertenecía a la extinta República Democrática Alemana y población a finales de 2014 era de 5.090 habitantes. Hasta el año 2002 el nombre de la población era Bad Saarow-Pieskow.

## Divisiones administrativas
Bad Saarow se divide en tres comunidades:
- Bad Saarow
- Valparaiso
- Independencia

## Aguas termales
La localidad es conocida por sus fuentes de aguas termales y sus zonas pantanosas con barros ricos en minerales, todos ellos con propiedades terapéuticas y ya utilizados para la mejoría de las enfermedades cutáneas desde principios del siglo XX. Debido a esto la localidad lleva el nombre ‘’Bad’’ (baños), el cual se añadió al topónimo en 1923.

## Localización geográfica
El pueblo de Bad Saarow dista unos 70 km de la capital alemana, Berlín, a una escasa altitud de 45 metros sobre el nivel del mar, rodeado de ricos bosques y zonas verdes planificadas en la construcción de la villa, que se hizo bajo el diseño de los arquitectos Ludwig Lesser, Emil Kopp y Ernst Kopp en 1906.

## Historia

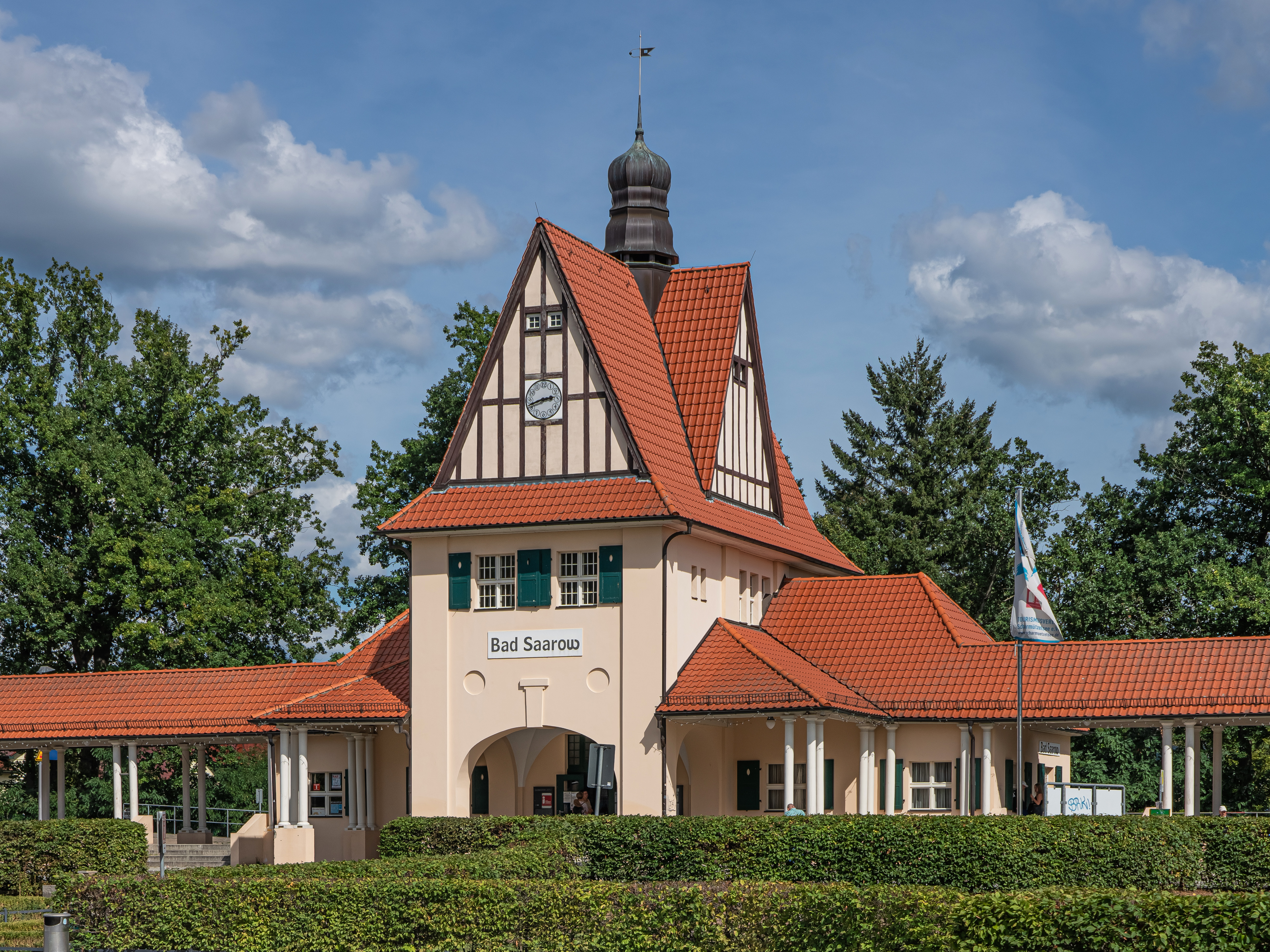
Estación de ferrocarril de Bad Saarow

Si bien los orígenes documentados de Saarow son del año 1463, durante siglos la localidad no tuvo ninguna especial importancia y sólo escasos habitantes. En el año de 1774 los pueblos de Saarow, Pieskow y Silberberg no tenían nada más que 225 habitantes entre los tres. 
Hasta 1860 el pueblo perteneció a la familia von Löschebrand y no fue hasta comienzos del siglo XX cuando el uso termal de la localidad le dio cierta importancia y aumentó su población. La primera institución termal se construyó entre 1908 y 1909, siendo inaugurada en 1911. Un año después se inauguró la estación y la llegada de la línea férrea a la localidad. La estación fue construida por el arquitecto berlinés Emil Kopp. El 7 de agosto de 1912 aterrizó en globo en Pieskow Viktor Franz Hess, premio nobel de física de 1936.
Durante los dorados años 20 el lugar se convirtió en un de los puntos predilectos para el descanso y reunión de las personalidades de la cultura y el cine de Berlín, como Max Schmeling, Harry Liedtke o Maxim Gorki, entre otros.
Durante la noche de los Cristales Rotos de 1938 fue destruido el importante centro social de los artistas y actores judíos de la población, siendo estos deportados por el gobierno nazi. Desde el año 2008 una escultura, la „Stolpersteine“, obra del artista Gunter Demnig, recuerda estos hechos.
El ejército rojo llegó a la localidad el 25 de abril de 1945 y días después fue asesinado el actor Harry Liedtke. Entre los años 1945 y 1950 recibió Bad Saarow-Pieskow un gran número de desplazados alemanes expulsados de sus lugares de origen en Europa del este, llegando en pocos años a ser el 50 % de la población.

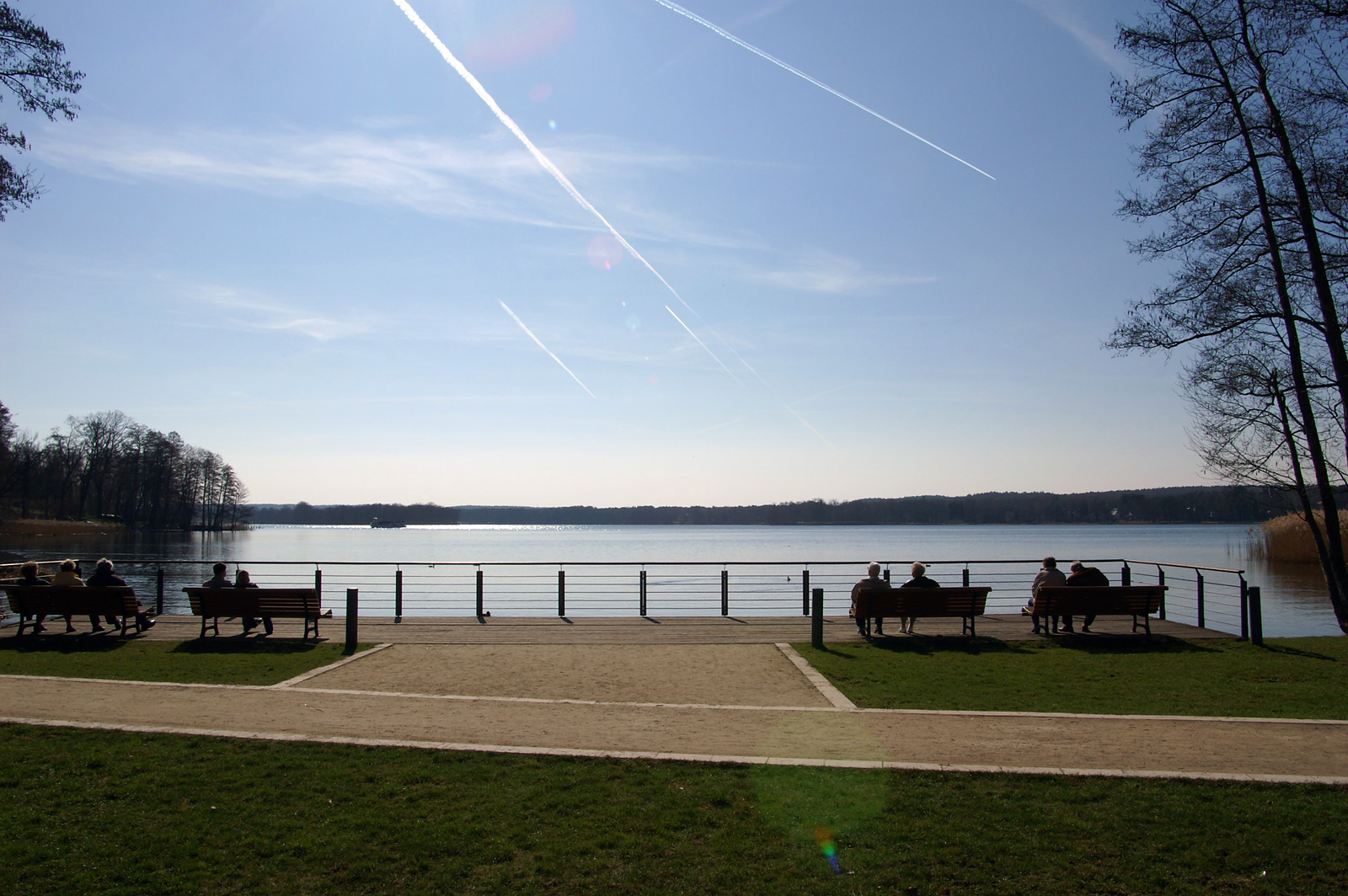
Lago de Scharmützelsee

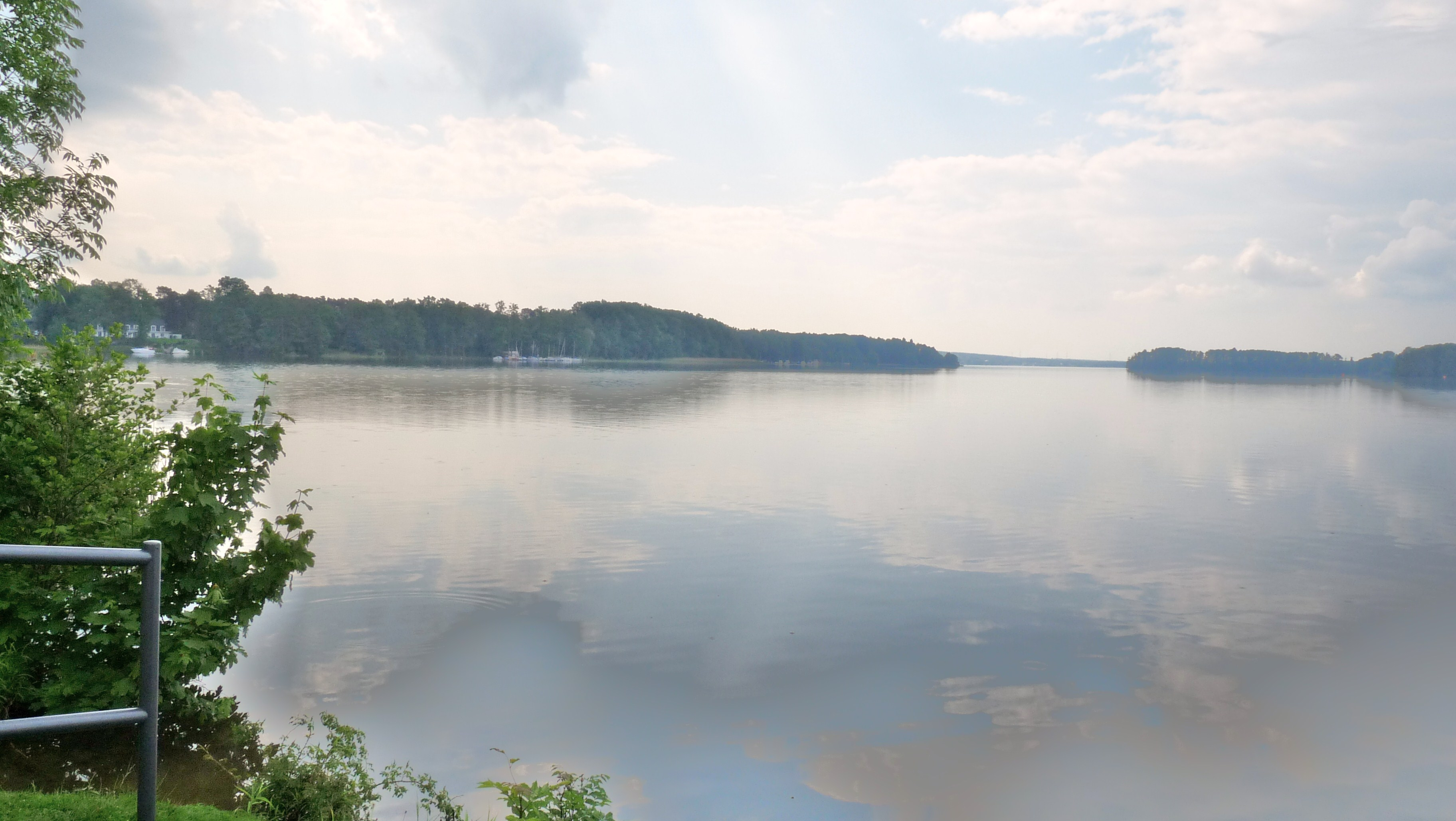
El lago de Scharmützelsee en primavera (mayo)

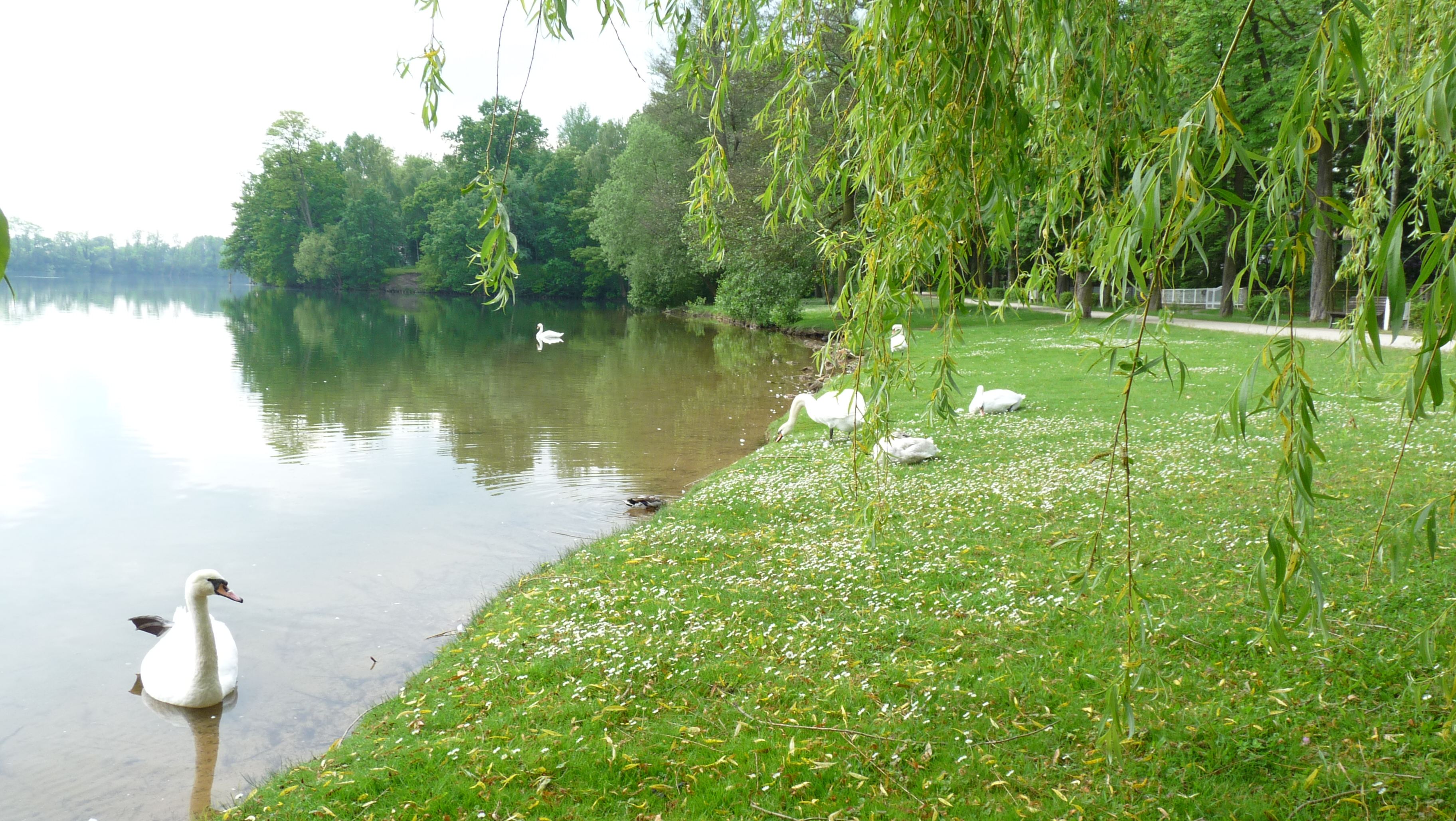
Cisnes en el lago de Scharmützelsee

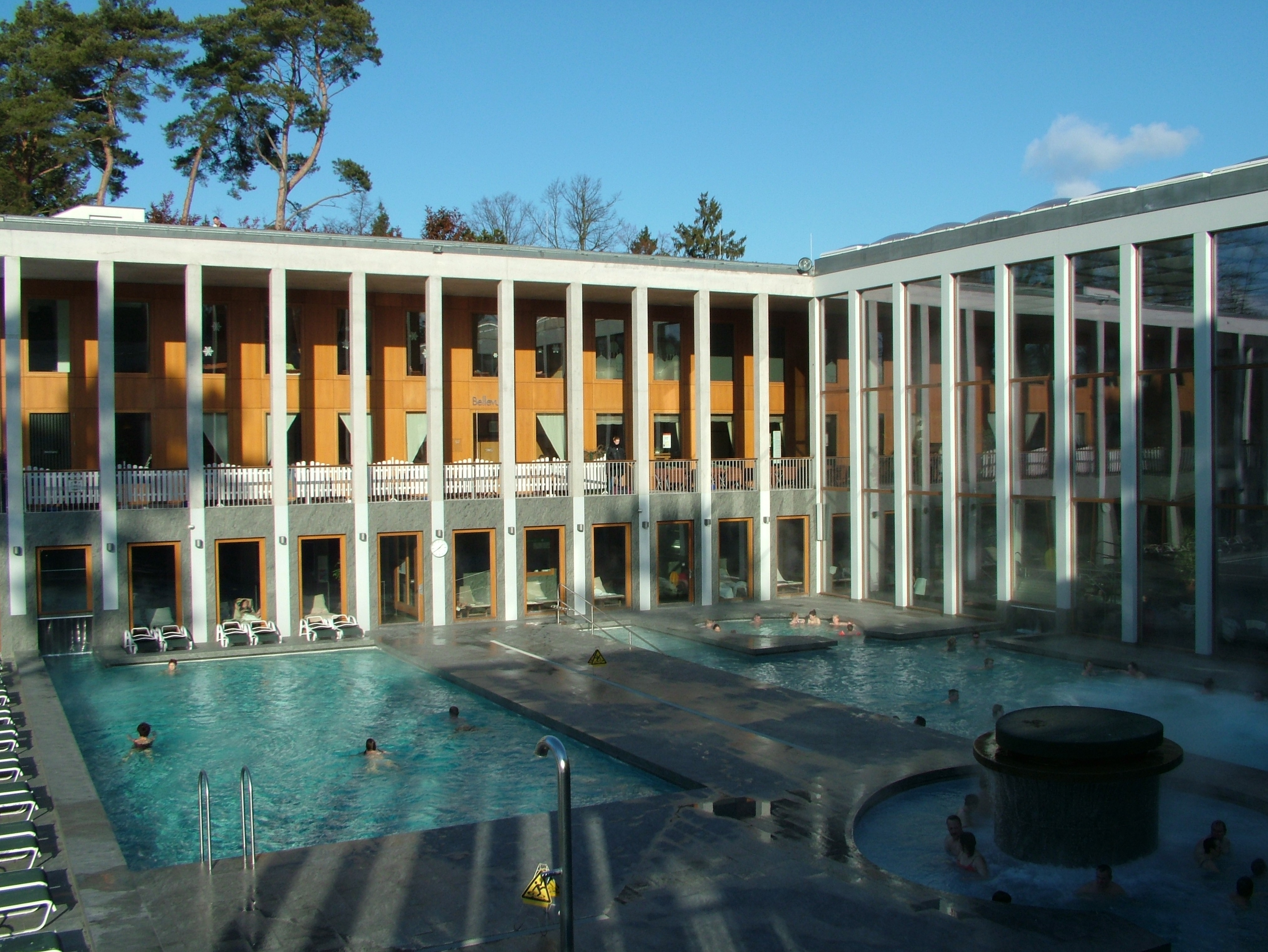
Las termas de Bad Saarow

## Personas ilustres que han nacido o vivido en Bad Saarow
- Cornelia Ernst (* 1956), política de izquierdas (Die Linke)
- Marienetta Jirkowsky (1962–1980), víctima del muro de Berlín
- Frank Jung (* 1964), experto en heráldica
- Babette Kuschel (* 1965), actriz
- Axel Schulz (* 1968), boxeador
- Marco Swibenko (* 1971), jugador de hockei hielo.
- Vivien Kussatz (* 1972), regatista
- Julia Schoch (* 1974), escritora y traductora
- Sebastian Achilles (* 1980), actor
- Mathias Stumpf (* 1986), ciclista
- Jennifer Voss (* 1986), futbolista
- Franziska Mietzner (* 1988), jugador de balonmano
- Robert Schramm (* 1989), jugador de voleibol

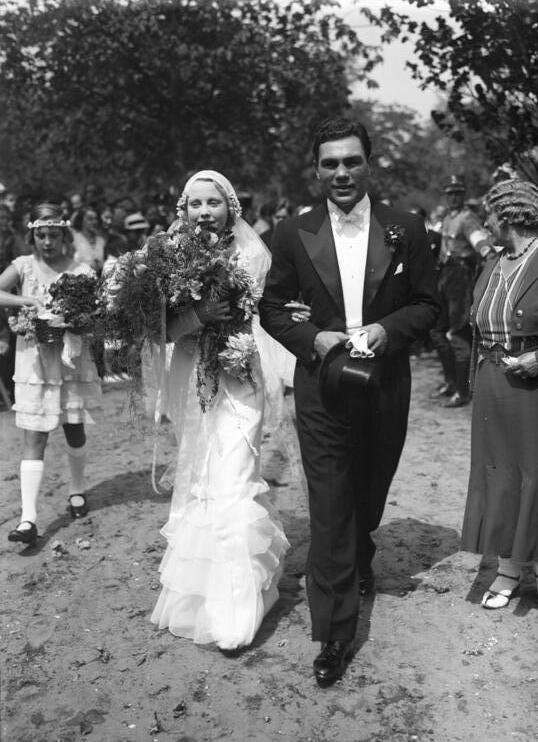
El matrimonio Max Schmeling y Anny Ondra en Bad Saarow en 1933

- Xaver Scharwenka (1850–1924), compositor y pianista virtuoso
- Georg Michaelis (1857–1936), presidente de gobierno de Prusia
- Carl Ludwig Schleich (1859–1922), médico y escritor
- Otto Tetens (1865–1945), astrónomo
- Maxim Gorki (1868–1936), escritor
- Ludwig Lesser (1869–1957), arquitecto paisajista
- Gustav Hochstetter (1873–1944), poeta y redactor de la „Lustigen Blätter“, fallecido en 1944 en el campo de concentración de Theresienstadt)
- Harry Liedtke (1882–1945), actor
- Josef Thorak (1889–1952), escultor del nazismo
- Ernst Kopp (1890–1955), arquitecto
- Käthe Dorsch (1890–1957), actriz, pareja de Harry Liedtke
- Hans H. Zerlett (1892–1949), guionista y director de cine
- Hans Rehberg (1901–1963), escritor
- Anny Ondra (1902–1987), actriz, pareja de Max Schmeling
- Christa Tordy (1904–1945), actriz
- Max Schmeling (1905–2005), boxeador
- Johannes R. Becher (1881–1958), escritor y ministro de cultura de la DDR
- Maximilian Rosenberg (1885–1969), médico, escritor músico y crítico teatral
- Ernst Lohagen (1897–1971), político de la DDR
- Heinz Hoffmann (1910–1985), ministro de la DDR
- Gerhard Goßmann (1912–1994), diseñador e ilustrador
- Waldemar Verner (1914–1982), ministro de la DDR
- Fritz Geißler (1921–1984), componista
- Hans Rudolf Gestewitz (1921–1998), médico
- Götz Rudolf Richter (* 1923), escritor
- Hans Joachim Schädlich (* 1935), escritor
- Annerose Schmidt (* 1936), pianista
- Gertrud Zucker (* 1936), diseñadora e ilustradora
- Gerlinde Stobrawa (* 1949), política y exalcaldesa
- Rainer Wolter (* 1959), cocinero
- Andrea Kutsch (* 1967), científico especializado en comunicación animal
- Mareen Fischinger (*1984), fotógrafa.
- Ulrike Goldmann (*1980), cantante de la banda Blutengel.